# Eruptionsgewitter

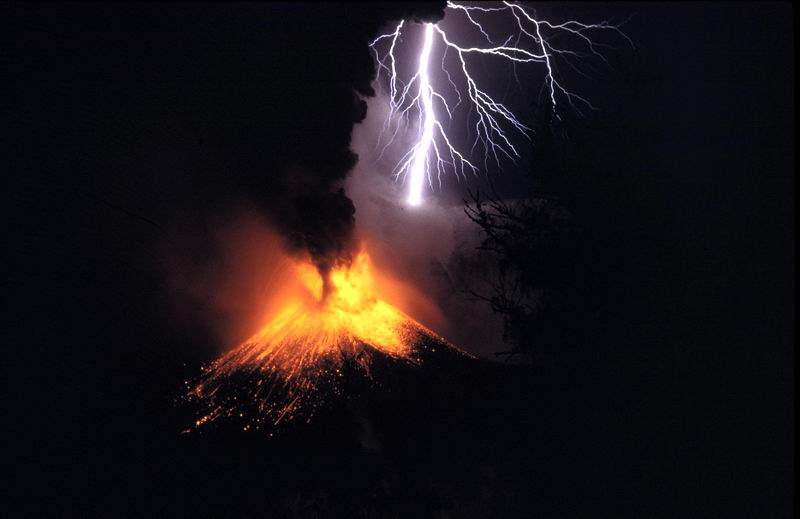
Ausbruch des Vulkans Rinjani im Jahre 1994 mit Eruptionsgewitter

Als Eruptionsgewitter (englisch Volcanic Lightning) werden atmosphärische Entladungen bezeichnet, deren Ursachen auf den Ausbruch eines Vulkans zurückzuführen sind. Eruptionsgewitter stellen eigenständige Gefahren dar und sind Bestandteil der globalen Ladungsverteilung, außerdem tragen sie zur Ansammlung und Modifikation von Tephra-Partikeln in Aschewolken bei.

## Ursachen vulkanischer Blitze
Durch Reibung von Aschepartikeln in einer Eruptionssäule bei Vulkanausbrüchen kommt es zu einer statischen Aufladung. Abgebaut wird diese Ladung durch einen Blitz. Die Teilchenströmung und die Verteilung feiner Teilchen steuern die Dynamik. Die relative Bewegung von Clustern geladener Teilchen erzeugt das elektrische Potential, das für Blitze erforderlich ist.

## Häufigkeit
Die Häufigkeit von Eruptionsgewittern steigt mit der Heftigkeit des Eruptionsgeschehens (VEI). Bei weniger als 2 % der VEI-Stufen 1–2, bei 8 % der VEI-Stufen 3–5 und bei 10 % der VEI-Stufe 6 traten Eruptionsgewitter auf (beobachtet an 80 Vulkanen anlässlich 177 Eruptionen). Bei Ausbrüchen im Tageslicht werden etwas seltener Eruptionsgewitter festgestellt (44 %) als bei nächtlichen Ausbrüchen (56 %).

## Simulationsuntersuchung
Experimentell können vulkanische Blitze im Labor bei schnellen Dekompressionsexperimenten von Gas-Partikel-Gemischen unter kontrollierten Bedingungen erzeugt werden. Der Verlauf kann mit Hochgeschwindigkeitskameras und Antennen aufgezeichnet werden.